# 糟屋宗秋
糟屋 宗秋（かすや むねあき、生年不明 - 元弘3年/正慶2年5月9日（1333年6月21日））は、鎌倉時代末期の武士。通称は三郎。糟谷宗秋とも。六波羅探題検断方。糟屋氏は相模糟谷荘を本拠とした一族で、鎌倉幕府の御家人。

## 概要
元弘元年（1331年）8月、後醍醐天皇が倒幕を志して挙兵し笠置山に立て籠もると（元弘の乱）、9月1日には六波羅探題で検断を務めていた宗秋は隅田通治と共に笠置山攻撃のための兵を召集している。笠置山の戦いで笠置山が陥落し、多くの反幕府勢力が捕縛されると事後処理も担当した。
『太平記』によると、元弘3年/正慶2年（1333年）、後醍醐の綸旨を受けて挙兵に応じた足利高氏や赤松則村が六波羅探題を攻撃し陥落すると、5月7日、宗秋は六波羅探題北方・北条仲時、同南方・北条時益に、光厳天皇や後伏見・花園上皇を伴い東国へ落ち延びる事を具申し了承され、仲時らは僅かな軍勢を引き連れ京を脱出し東国へ下る。
宗秋は佐々木清高らと共に先陣を務めるも、道中の近江で野伏の襲撃を受けて時益は討死し、番場峠（現米原市）で佐々木導誉が差し向けたとも言われる野伏に行く手を阻まれ、進退に窮する。天皇や上皇を番場にある蓮華寺へ移した後に、宗秋は本堂前で仲時ら432人と共に自刃した。